# ナベシャツ
ナベシャツは、乳房を目立たなくして胸板風に見せることを目的として考案されたシャツであり、補正下着に分類されることもある。「オナベの人が着るシャツ」の意である。
男装趣味の女性や、女性の身体に違和感を覚える人が利用し、胸を小さく見せる、胸を潰して平らに見せる効果がある。乳首および乳房を目立たなくし、胸板風の外見を作り出す。ベストの構造をしており、身体の前の中央でファスナーを下げて着用し、ファスナーを上げる。締め付けが強力であるため、着用者によっては1時間に1回程度は脱がないと身体がもたないことも少なくない。
ナベシャツを製造販売する「洋服のオカ」は「元祖ナベシャツオカ」を掲げており、同社によれば「1972年（昭和47年）に大阪の水商売のオナベの人に依頼されて考案し、誕生した商品。命名も同社による。」とのこと。